# John Ribat
John Ribat M.S.C. (* 9. února 1957, Volavolo, Východní Nová Británie) je papuánský římskokatolický duchovní, biskup arcidiecéze Port Moresby v zemi Papua Nová Guinea, kterého dne 19. listopadu 2016 papež František jmenoval kardinálem.